# Gaultheria seshagiriana
Gaultheria seshagiriana là một loài thực vật có hoa trong họ Thạch nam. Loài này được Subba Rao & Kumari mô tả khoa học đầu tiên năm 1969.